# Hlubočec
Hlubočec é uma comuna checa localizada na região de Morávia-Silésia, distrito de Opava.